# Коварный Альбион
Кова́рный Альбио́н (фр. Perfide Albion) — перифрастическое название Англии, используемое для характеристики английской внешней политики, в том числе в русской дореволюционной литературе, и имеющее отрицательную коннотацию. Устойчивое выражение является одним из нескольких словосочетаний-стереотипов, отрицательно характеризующих политику Великобритании по отношению к другим странам.

## Исторические сведения

### Этимология

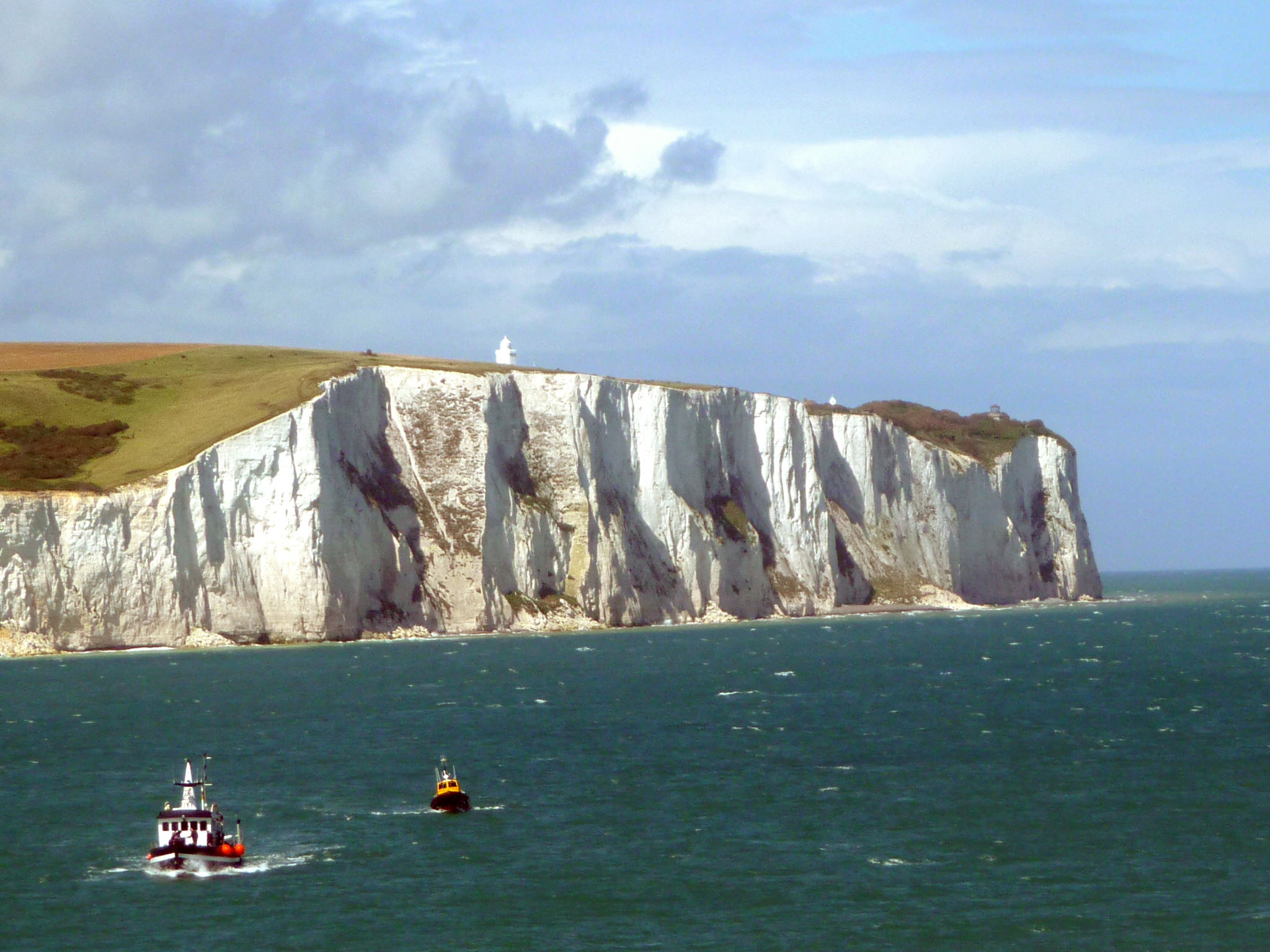
Белые скалы Дувра

Альбион (лат. Albion) как топонимический компонент данного выражения является описательным названием Англии, происходящим, вероятно, от белых меловых скал Дувра (лат. «albus» — белый), вид на которые открывается со стороны Ла-Манша. Это название Британских островов было известно уже древним грекам (в частности упоминается у Птолемея) и перешло затем в древнеримскую литературу. В настоящее время относится к книжной лексике, в частности поэтической, или имеет ироническое значение.
Использование прилагательного «коварный» для характеристики Англии имеет долгую историю, а первые зафиксированные случаи относят ещё к XIII веку. Так, в исторической хронике Оттона Санкт-Блазиенского словосочетание «коварная Англия» применено в отношении поведения короля Ричарда Львиное Сердце в период Третьего крестового похода. Про «английское коварство (вероломство)» (лат. anglica perfidia) писал Саксон Грамматик (1140—1208) в хронике «Деяния данов» (X, 21.6): «Между тем как Магнус благодаря верности данов получил желаемое, <доверчивость> Свено была обманута вероломными англами». Здесь речь идёт о том, что, согласно датскому хронисту, англы напали на охмелевших данов после роскошного пира и «все они были коварно умерщвлены», а Англия благодаря преступлению вновь получила независимость, которую она ранее потеряла «из-за своего малодушия». Французский богослов и проповедник XVII века Жак-Бенинь Боссюэ в «Проповеди на праздник обрезания Иисуса Христа» также употребляет выражение о коварной Англии. Высказывалось предположение, что это выражение восходит к известному ещё с античных времён латинскому обороту «пунийское вероломство», «карфагенское вероломство». К специфическим национально-культурным чертам данного фразеологизма можно отнести: денотативный компонент значения («внешняя политика Великобритании»); лексема — Альбион; прототип — факты Английской и мировой истории, которые привели к распространению данного словосочетания в различных языках и традициях; отрицательная эмосема в структуре коннотации.

### В Европе

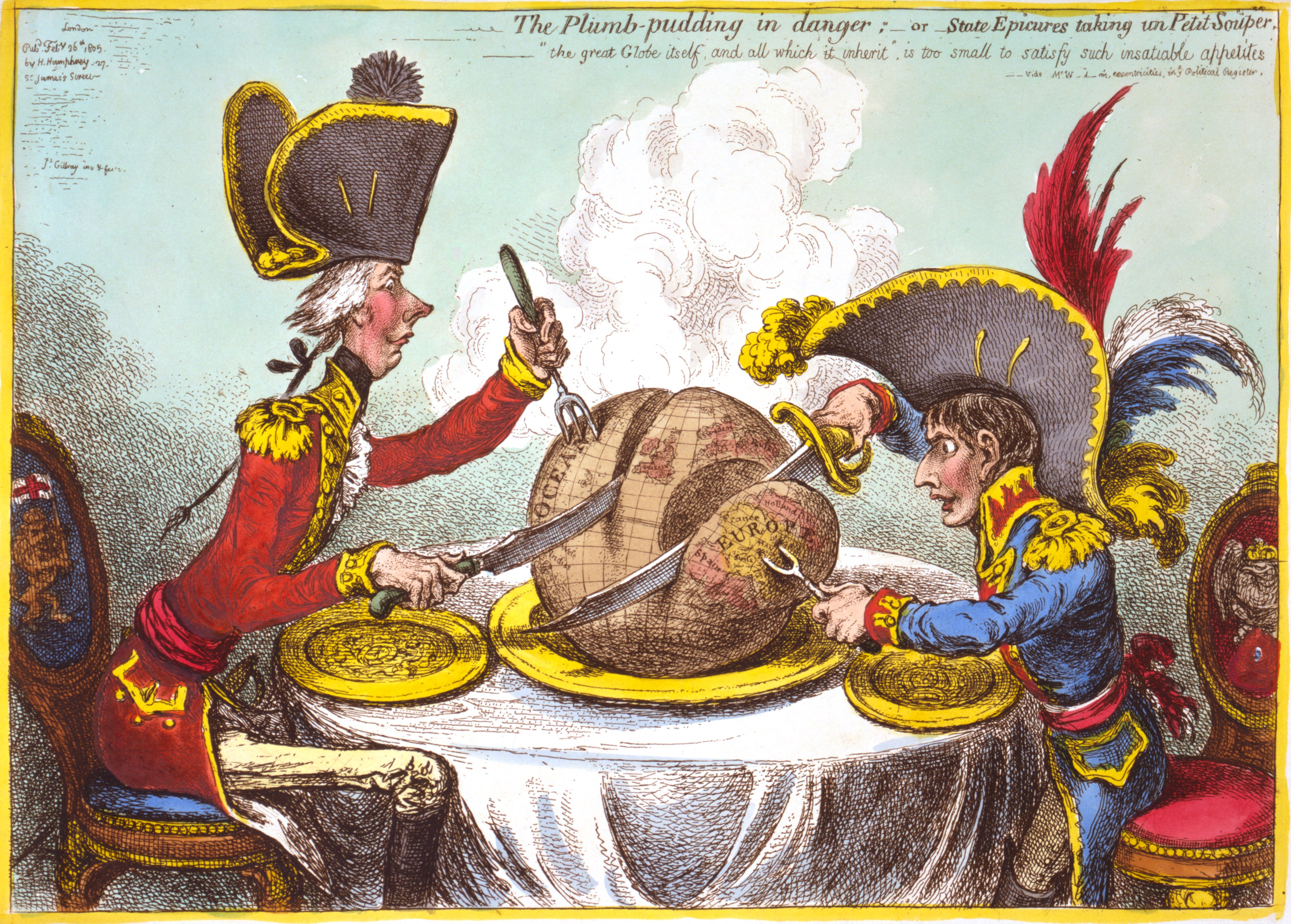
Карикатура Джеймса Гилрея «Пудинг в опасности», 1805. Премьер-министр Уильям Питт Младший (Англия) и Наполеон (Франция) делят мир

Близкие по смыслу выражения — «английское коварство», «коварный англичанин», «коварный остров» и пр. — были очень популярны во Франции эпохи Великой французской революции и последующих лет наполеоновского правления. По-видимому, впервые выражение «коварный Альбион» появилось в стихотворении «Эра французов» маркиза Огюстена де Ксименеса (1726—1817): «Атакуем коварный Альбион в его водах!», которое было опубликовано 5 октября 1793 года. Распространение это выражение получило при Наполеоне I и в эпоху наполеоновских войн, когда оно постоянно присутствует во французской печати и политической риторике. Роялист Шатобриан в «Замогильных записках» иронически писал, что Бонапарт после отречения и ссылки на остров Эльбу прибыл туда на борту корабля английского флота: «ибо англичане одерживали на море победу за победой; он забыл о своей ненависти, о том, как клеветал на коварный Альбион и осыпал его оскорблениями».
Позже этот образ приобретает общеевропейскую популярность и возникает в прессе, общественном мнении при каждом кризисе, каком-либо ухудшении отношений между государствами с участием Британии. Так, в 1840 году, в связи с событиями Второй турецко-египетской войны (1839—1841) и вступлением Великобритании в коалицию с Египтом и Турцией с целью разрешить военный конфликт без участия Франции, которая поддерживала маронитов, и резким обострением англо-французских отношений, этот фразеологический оборот снова стал очень востребованным. Генрих Гейне в июле 1840 года писал в письме для «Аугсбургской газеты» о распространившихся во Франции слухах «о высиженном в Лондоне предательстве»: «За исключением легитимистов, ждущих спасения только от иностранцев, все французы собираются вокруг трехцветного знамени, и война с „коварным Альбионом“ — их всеобщий пароль». Кроме того, «воинственный дух» французов был подогрет возвращением на родину в том же году праха давнего недоброжелателя Англии — Наполеона. Эта недоброжелательная риторика повторялась во Франции и в Европе в дальнейшем. Фразеологизм активно использовал Карл Маркс в своих работах и переписке. Так, по поводу изменившейся политики кабинета министров, возглавляемого лордом Палмерстоном, Маркс писал:
Так, например, лорд Пальмерстон предпринимает шаг, очевидно, крайне вредный для материальных интересов Великобритании. И вот на другом берегу Атлантического океана, или Ла-Манша, или в сердце Германии появляется какой-нибудь политический философ, который ломает голову над разгадыванием тайн политики торгового макиавеллизма „коварного Альбиона“, неразборчивым в средствах и непреклонным проводником которой, как полагают, является Пальмерстон.
В 1858 году Маркс иносказательно писал о проливе Ла-Манш и о противоречивых отношениях Третьей империи и Англии в это время: «Широкая канава, отделяющая perfide Albion от la belle France, — это французская Lacus Curtius…»
В начале 1939 года влиятельный журналист Пертинакс (фр. André Géraud) утверждал, что эта характеристика Англии вполне оправданна, так как её политика «равновесия сил» представляет собой не что иное, как «полный отказ от моральных соображений». Широко используется фразеологизм и в современных средствах массовой информации.
Предпринимались попытки объяснения «английского коварства» с более рациональных позиций. Так, дипломат и эксперт в области международных отношений Генри Киссинджер, размышляя о политике Англии в XIX веке, писал, что в отличие от других государств она избрала для себя совершенно иной путь в рамках международной системы, видя в ней отражение прагматической политики. В качестве иллюстрации Киссинджер приводит высказывание английского-премьер министра Палмерстона: «У нас нет вечных союзников и постоянных противников», что фактически означало, что островному государству не требовалось официально выработанной стратегии, поскольку её руководители «нутром» понимали британские интересы: «Говоря словами Пальмерстона — „Наши интересы вечны, и наш долг этим интересам следовать“», что приводило к тому, что Англия не имела долговременных союзников на континенте и отражало уверенность в том, что она больше потеряет, чем приобретёт от вступления в союзы:
Конечно, многочисленные разовые союзники Великобритании преследовали собственные цели, как правило, заключавшиеся в расширении сфер влияния или территориальных приобретениях в Европе. Когда они, с точки зрения Англии, переходили за грань приемлемого, Англия переходила на другую сторону или организовывала новую коалицию против прежнего союзника в целях защиты равновесия сил. Её лишённая всяких сантиментов настойчивость и замкнутая на самой себе решимость способствовали приобретению Великобританией эпитета „Коварный Альбион“. Дипломатия подобного рода, возможно, и не отражала особо возвышенного подхода к международным делам, но зато обеспечивала мир в Европе.— Генри Киссинджер. «Дипломатия».
 По мнению Киссинджера, такая политика отражала английскую позицию по сохранению равновесия сил в Европе, что позволило стране пройти через столетие после наполеоновских войн, лишь единожды вступив в конфликт с другой великой державой — Россией (во время Крымской войны).

### В России
В России это выражение приобрело широкое распространение в период Крымской войны (1853—1856) и Русско-турецкой войны 1877—1878 годов. Однако англофобия развивалась в России ещё до Крымской войны, особенно в среде славянофилов. В 1851 году Ф. В. Булгарин иронически писал по поводу проходившей в лондонском Гайд-парке Всемирной выставки 1851 года: «Коварный Альбион созывает со всех краев света торговлю и промышленность к братскому состязанию на зеленых лужайках Гайд-парка». По мнению специалиста по новой истории Великобритании Н. А. Ерофеева, именно Крымская война «подвела черту в развитии английского образа и завершила формирование нового символа в виде „коварного Альбиона“». В XIX столетии в России также получили распространение в отношении английской политики такие выражения, как «дряхлый Альбион», «метрополия злата», «современный Карфаген», «англичанка гадит» и др..
По распространённому мнению, в России это словосочетание закрепилось под французским влиянием. Так, редактор петербургского журнала «Библиотека для чтения» О. И. Сенковский писал в 1848 году, что стереотипы об Англии и англичанах закрепились и получили распространение в России под влиянием французской культуры: «Усвоив мало-помалу все глупости этих книг, все плоскости этих суждений, мы смотрим на Англию сквозь предубеждения и страсти наших мудрых наставников и невольно одушевляемся французским патриотизмом против сынов коварного Альбиона». По мнению финского исследователя русско-английских связей В. Кипарского, характеристика «англичан как хитрых рыжих дельцов, хитрых наживателей, безжалостных грабителей и Англии как продажного или коварного Альбиона возникла, вероятно, с помощью французской модели». Это мнение не совсем разделяет Н. А. Ерофеев. Он полагает, что французское влияние в этом отношении вполне возможно, однако для возникновения англофобии и соответствующих выражений в отношении Англии в русском обществе имели место и более основательные причины. Кроме того, он отмечает, что английская русофобия, которая в XIX веке не ослабевала, вызывала ответную антибританскую реакцию в России: «Настроения и высказывания подобного рода действуют как бумеранг и всегда возвращаются через границу домой в усиленном виде».
Антианглийские настроения в России поддерживались геополитическим соперничеством двух великих держав, в частности за господство в Южной и Центральной Азии, в XIX — начале XX веков получившее название «Большая игра». Выражение получило распространение в публицистике и художественной литературе тех лет:
Гдѣ Англичанинъ, тамъ коварство и корысть!... «Царствія небеснаго нѣтъ», закричалъ, умирая, несчастный невѣрующій... «А если бы оно было, такъ англичане давно бы туда пробрались и заняли всѣ мѣста».Писемскій. Мѣщане. 2, 9.

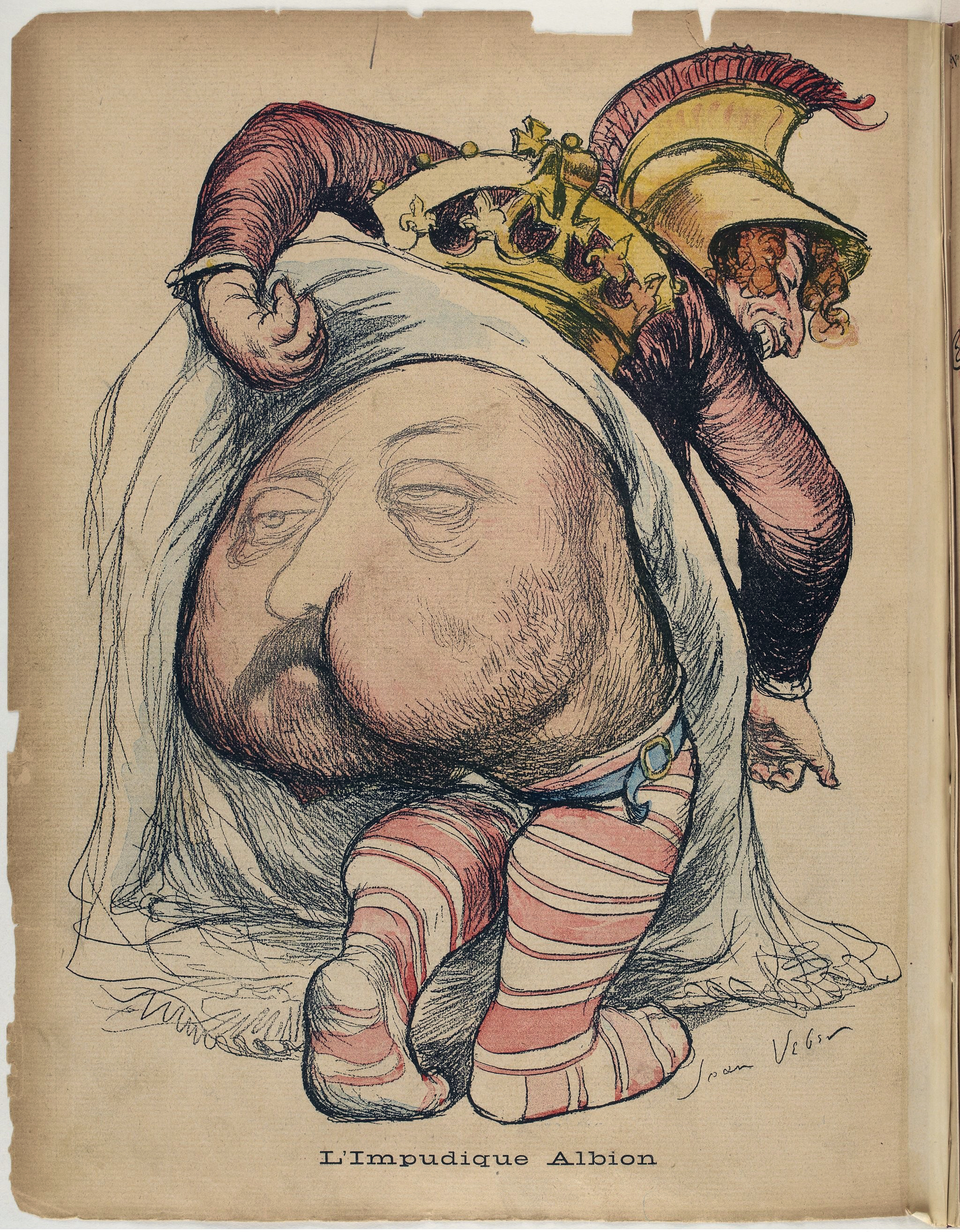
Жан Вебер. «Бесстыдный Альбион», 1901. Французская карикатура времён англо-бурской войны с изображением контуров лица короля Эдуарда VII

В «политической трагикомедии» публициста М. Л. Златковского «Джон Буль конца века», изданной в Петербурге в 1898 году, говорилось: «Никак не могу примириться с их международной политикою, основанной на эгоизме, макиавеллизме и бесчеловечности ко всем прочим народам земного шара. Недаром политики прозвали Англию „коварным Альбионом“».
Антианглийские настроения в российском обществе были подогреты событиями англо-бурской войны 1899—1902 годов. Общественное мнение находилось на стороне сражающихся буров, добровольцы из России сражались в Трансваале на стороне буров, российская пресса не стеснялась в выражениях относительно действий Великобритании, а правительство Николая II проводило антибританскую политику. Однако постепенно, с начала XX века, между Россией и Англией начинают складываться более близкие отношения, итогом которых стал переход в российском общественном сознании от образа «коварного Альбиона» к союзнику по Антанте. Тем не менее уже в Первую мировую войну, а также в результате последовавших за ней событиях времён Гражданской войны и военной интервенции в России англофобские настроения возродились. Имеют место они и в современной России, особенно в период межгосударственных кризисов, что естественно поддерживает в обществе и средствах массовой информации бытование выражения «коварный Альбион». Историк А. А. Долинин по этому поводу писал: «Особую популярность формула получила во время англо-бурской войны, когда накал англофобии в России достиг точки, сопоставимой лишь с реакцией на ультиматум лорда Керзона или на дело об отравлении Скрипаля и его дочери».